# Extrasolarer Mond

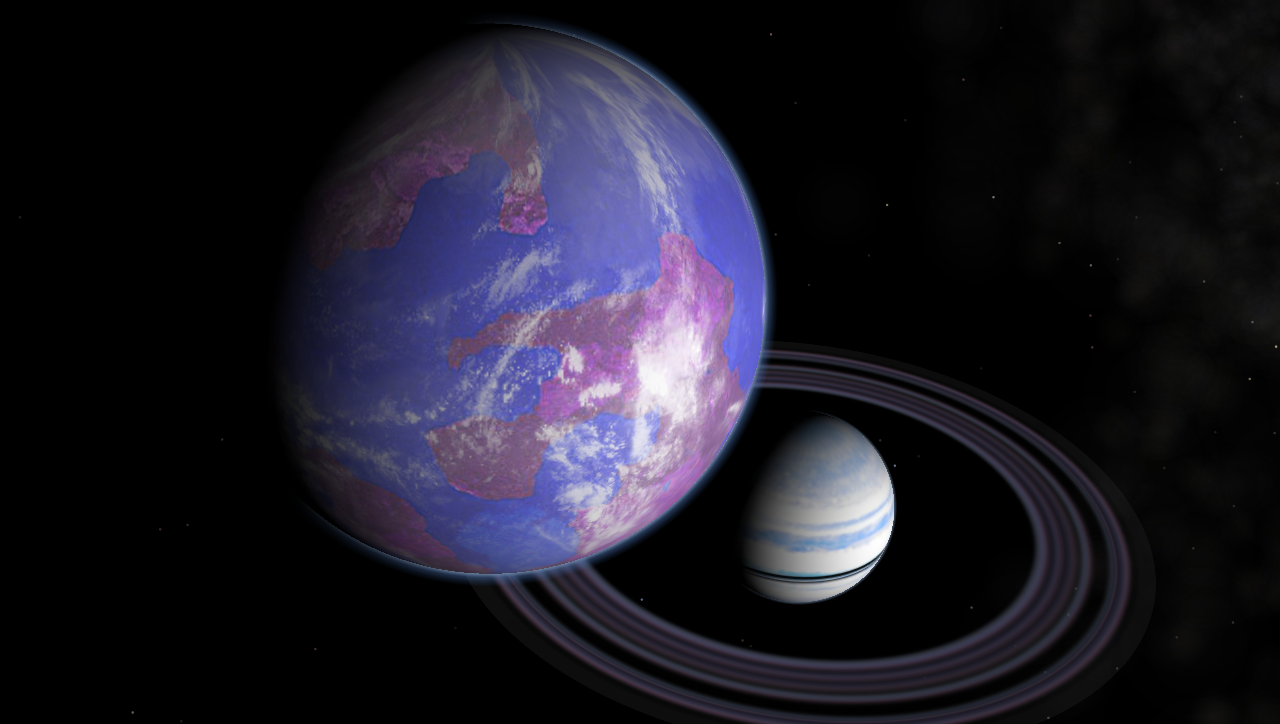
Eine künstlerische Impression eines hypothetischen erdähnlichen Mondes, der einen Saturn-ähnlichen Gasriesen umkreist

Ein extrasolarer Mond, kurz Exomond, ist ein natürlicher Satellit, der einen Planeten außerhalb des Sonnensystems umkreist. Es wurde schon früh angenommen, dass es nicht nur Exoplaneten, sondern auch extrasolare Monde gibt. Zum Nachweis kommen verschiedene Entdeckungsmethoden in Betracht: Transitbeobachtungen, der Gravitationslinseneffekt oder Lücken in Ringsystemen. Bislang konnte noch kein extrasolarer Mond zweifelsfrei entdeckt werden. Spekulationen reichen bis zu Überlegungen zur Bewohnbarkeit hin.

## Mögliches Vorkommen
Während bisher 4680 Exoplaneten nachgewiesen wurden, konnten bisher (Stand 12. Februar 2021) nur wenige mögliche Kandidaten für einen Exomond gefunden werden, die auch mit einer Ausnahme als spekulativ anzusehen sind. Der Blick in das Sonnensystem, wo (neben der Erde) sämtliche vier Gasplaneten massereiche Monde haben, lässt jedoch vermuten, dass solche oder auch noch schwerere Monde außerhalb des Sonnensystems existieren. Seit dem Start des Weltraum-Teleskops Kepler ist deren Detektion möglich geworden, wenn auch (mit Stand Juli 2018) noch nicht mit Sicherheit gelungen.

## Mögliche Entdeckungsmethoden

### Nachweis durch Transitbeobachtungen
Im Jahre 1999 schlugen die damals in Frankreich forschenden Astronomen Paola Sartoretti und Jean Schneider vor, Exomonde über die Variation des Transitzeitpunktes (englisch: Transit Timing Variation, TTV) zu finden. Dieser Effekt resultiert aus der Schlingerbewegung des Planeten, die durch die Schwerkraft des Mondes auf seinem Orbit um den Planeten hervorgerufen wird. Genauer gesagt, umrunden beide – Planet und Mond – unter Vernachlässigung anderer Körper in guter Näherung den gemeinsamen Massenschwerpunkt. Und so variiert die von der Erde aus beobachtete Auslenkung des Planeten vor dem Stern für die Annahme streng periodischer Transits. Dieser TTV-Effekt, so ließ sich mathematisch zeigen, lässt Schlussfolgerungen auf das Verhältnis der Masse des Mondes zu seinem Abstand zum Planeten zu. Die Lösung der Gleichung ist dabei in den beiden Parametern entartet, das heißt, diese können nicht unabhängig voneinander bestimmt werden.
In einer Serie von Veröffentlichungen konnte der britische Astrophysiker David Kipping nachweisen, dass ein weiterer Effekt des Planetentransits die Aufhebung der Entartung ermöglicht. Dieser zweite Effekt besteht in der Variation der Transitdauer (englisch: Transit Duration Variation, TDV). Zum einen wird sie durch die variierende tangentiale Geschwindigkeitskomponente des Planeten hervorgerufen: Während jedes Transits überquert der Planet aufgrund seines Umlaufs um den Massenschwerpunkt im Planet-Mond-System die Sternscheibe mit einer anderen Geschwindigkeit. Zum anderen kann eine Neigung des Planet-Mond-Orbits gegen den zirkumstellaren Orbit des Planet-Mond-Systems dafür sorgen, dass der Planet die Sternscheibe in variierender „Höhe“ durchquert. Der Weg über die Scheibe ist also verschieden lang für verschiedene Transits und so dauert jener abwechselnd bald kürzer, bald länger.
Das Kepler-Teleskop soll aus Kombination von TTV und TDV Monde bis zu einer unteren Grenze von einem Fünftel der Masse der Erde detektieren können.
Eine weitere Detektionsmethode liegt in der Beobachtung des Mondtransits selbst. Nur so eine Messung erlaubt die Bestimmung des Mondradius (zumindest seines Verhältnisses zum Sternradius), der für die Bestätigung und Charakterisierung des Mondes von erheblicher Bedeutung ist.
Das astronomische Forschungsprojekt „The Hunt for Exomoons with Kepler“ (HEK) am Center for Astrophysics in Harvard sucht nach Signaturen von Exomonden in den Kepler-Daten. Gemäß einem Vorschlag von Mary Anne Peters und Edwin Turner könnten Exomonde starker Gezeitenheizung unterliegen und so mit zukünftiger Technologie direkt beobachtbar sein.

#### Kepler-1625b
Für einen bereits 2017 für möglich gehaltenen Exomond um Kepler-1625b wurden im Oktober 2018 neue Analysen der Kepler-Daten und neuer Beobachtungen des Hubble-Weltraumteleskops veröffentlicht, die tatsächlich einen etwa neptungroßen Begleiter dieses (etwa jupitergroßen, aber möglicherweise mehrere Jupitermassen schweren) Exoplaneten nahelegen (wenn auch nicht definitiv beweisen).

### Lücken in Ringsystemen
In einer im Januar 2015 veröffentlichten Arbeit wird eine 2007 beobachtete, sich über 56 Tage hinziehende Folge von Abschwächungen des Lichtes des jungen (ca. 16 Millionen Jahre alten) Sterns 1SWASP J140747.93-394542.6 als Vorübergang des Ringsystems eines (nicht direkt beobachteten) substellaren Objekts (Exoplanet oder Brauner Zwerg) „J1407b“ interpretiert. Diesem Ringsystem wird ein Radius von ca. 90 Millionen km (also etwa dem 200-Fachen des Radius der Saturnringe) zugeschrieben, wobei 37 Einzelringe zu erkennen seien, mit einer deutlichen Lücke in etwa 60 Millionen km Abstand vom Planeten. Diese wiederum lasse sich – analog zur Erklärung von Lücken in protoplanetaren Scheiben durch Planeten – mit einem in Entstehung befindlichen Mond mit einer Masse von bis zu 0,8 Erdmassen erklären.

## Vermutete Charakteristika
Da eine Entdeckung bisher noch aussteht, kann man über die Eigenschaften von Exomonden nur spekulieren. Man vermutet eine große Vielfalt unterschiedlicher Mondtypen außerhalb des Sonnensystems, da auch die bekannten Monde sehr verschieden sind. So wäre es z. B. möglich, dass um extrasolare Gasriesen Monde kreisen, die eine erdähnliche Größe besitzen.

## Bewohnbarkeit
Ein erdgroßer Exomond könnte erdähnliche Charakteristika besitzen, wenn er sich zusammen mit seinem Mutterplaneten in der sogenannten habitablen Zone des Heimatsterns befindet. Eine erste Veröffentlichung zum möglichen Vorkommen von flüssigem Wasser auf Monden, was Astronomen und Biologen als Voraussetzung für die Entstehung von Leben betrachten, boten im Jahre 1987 Ray T. Reynolds und zwei Kollegen. Sie schlugen dabei Gezeitenheizung innerhalb von Monden als essenzielle Energiequelle vor und berechneten am Beispiel des Jupitermondes Europa, wie Gezeiten den Eispanzer kalter Monde im Außenbereich eines Sternsystems zumindest unterirdisch schmelzen können. Erst 10 Jahre später, dann waren bereits die ersten Gasplaneten außerhalb des Sonnensystems gefunden, wandten sich US-amerikanische Wissenschaftler der Bewohnbarkeit von Monden wieder zu. In ihrem Artikel fanden Darren Williams und seine Co-Autoren, dass ein Mond mindestens 10 % bis 20 % der Erdmasse haben muss, um über Milliarden von Jahren Plattentektonik und ein starkes Magnetfeld zur Deflektion energiereicher Strahlung aufrechterhalten und eine massive Atmosphäre an sich binden zu können. Es sei angemerkt, dass die beiden schwersten Monde des Sonnensystems, Ganymed und Titan, nur ungefähr 2,5 % bzw. 2,3 % der Erdmasse haben.
In einer Serie von Veröffentlichungen schlugen der deutsche Astrophysiker René Heller und sein US-amerikanischer Kollege Rory Barnes im Jahre 2012 ein mathematisches Modell vor, das die Möglichkeit von flüssigem Oberflächenwasser auf Monden anhand mehrerer physikalischer Einflüsse bewertet. Dabei werden zunächst die stellare Einstrahlung, das reflektierte Licht des Planeten, die thermische Strahlung des Planeten und die Gezeitenheizung im Mond addiert. Die Summe Fsglob des globalen Energieflusses auf dem Mond wird dann mit dem kritischen Energiefluss FRG verglichen, der den Mond einem galoppierenden Treibhauseffekt (englisch runaway greenhouse effect) unterwerfen würde (im Zuge dessen würde der Mond in seiner oberen Atmosphäre den Wasserstoff ins Weltall verlieren und seine Ozeane somit austrocknen). Ist die Summe aller durchschnittlichen, globalen Energieflüsse Fsglob kleiner als der kritische Energiefluss FRG und befindet sich der Mond samt Mutterplanet in der stellaren habitablen Zone, gilt der Mond als bewohnbar.
Durch reflektiertes Licht und Gezeitenkräfte ist für Exomonde die habitable Zone tatsächlich größer als sie theoretisch ist. Wie ein Planet kann theoretisch auch ein Mond superhabitabel sein (man denke sich beispielsweise in unserem Planetensystem Mars und Jupiter – samt der großen Monde – vertauscht und dann wäre es auf diesen vermutlich angenehm warm).
Sollte der Nachweis eines extrasolaren Mondes um einen Planeten in der stellaren habitablen Zone gelingen, könnte das 2022 gestartete James-Webb-Teleskop das Vorhandensein bzw. die Abwesenheit von durch Leben hervorgerufenen spektralen Signaturen in der Mondatmosphäre erbringen.

## Kandidaten
- Exomond um Kepler-1625b, vorgeschlagen im Jahre 2017